# Франса, Марсиу
Марсиу Франса (порт. Márcio França; род. 23 июня 1963, Сан-Висенти, Сан-Паулу) — бразильский государственный и политический деятель. Член «Социалистической партии Бразилии».

## Биография
Бывший губернатор и вице-губернатор штата Сан-Паулу, избранный вместе с Жералду Алкмином в 2014 году. Вступил в должность губернатора 6 апреля 2018 года после того, как Жералду Алкмин подал в отставку, чтобы баллотироваться в президенты Бразилии на выборах 2018 года. Баллотировался на переизбрание в 2018 году, но проиграл Жуану Дории с небольшим отрывом во втором туре.
Был кандидатом от «Социалистической партии Бразилии» на должность мэра Сан-Паулу вместе с Антонио Нето из «Демократической рабочей партии» в качестве кандидата на должность вице-мэра. На выборах 2022 года был кандидатом в Федеральный сенат Бразилии, а его жена Лусия Франса стала напарником кандидата  Фернанду Аддада на губернаторских выборах штата Сан-Паулу.